# Gortahork
Gortahork (iriska: Gort an Choirce) är en ort i republiken Irland.   Den ligger i grevskapet County Donegal och provinsen Ulster, i den norra delen av landet, 230 km nordväst om huvudstaden Dublin. Gortahork ligger 58 meter över havet och antalet invånare är 197.
Terrängen runt Gortahork är platt åt nordväst, men åt sydost är den kuperad. Havet är nära Gortahork åt nordväst.Runt Gortahork är det glesbefolkat, med 15 invånare per kvadratkilometer. Närmaste större samhälle är Gweedore, 9,7 km sydväst om Gortahork. Trakten runt Gortahork består i huvudsak av gräsmarker.